# Земарх
Земарх (Zemarchos; гръцки: Ζήμαρχος, fl. 568 г.) е военачалник и дипломат на Източната Римска империя през 6 век по времето на император Юстин II.
Земарх e magister militum и през август 569 г. император Юстин II го изпраща при управителя на западните части на Тюркския каганат Истеми (Сизабулос) в Согдиана в Централна Азия, за да уреди връзките им с Византия. След две години през 571 г. той се връща в Константинопол. През 572 г. избухва войната с персите и Взантия не е доволна от връзките си с турците.